# Daphnopsis brevifolia
Daphnopsis brevifolia är en tibastväxtart som beskrevs av Nevl.. Daphnopsis brevifolia ingår i släktet Daphnopsis och familjen tibastväxter. Inga underarter finns listade i Catalogue of Life.